# Liste der Naturdenkmale in Misselberg
Die Liste der Naturdenkmale in Misselberg nennt die im Gemeindegebiet von Misselberg ausgewiesenen Naturdenkmale (Stand 20. Mai 2024).

## Naturdenkmale
| Nr.         | Bezeichnung       | Lage                                       | Beschreibung | Bild            |
| ----------- | ----------------- | ------------------------------------------ | --- | --------------- |
| ND-7141-424 | Knauteiche        | südlich des Ortes; Abteilung Hochwald Lage | Quercus petraea, um 1500 gekeimt, 28 m hoch bei 2,36 m Durchmesser                                                          | Fotos hochladen |
| ND-7141-448 | Misselblumenwiese | westlich des Ortes; Flur Im Bangert Lage   | Wildbestand von Narcissus pseudonarcissus; flächenhaftes Naturdenkmal, ca. 1,0 ha (in der Bildmitte, oberhalb der Bebauung) | Fotos hochladen |